# Circonscription d'O'Connor
Pour les articles homonymes, voir O'Connor.
La circonscription de O'Connor est une circonscription électorale fédérale australienne en Australie-Occidentale. La circonscription a été créée en 1980 et porte le nom de Charles Yelverton O'Connor ingénieur en chef de l'État concepteur du port de Fremantle et de l'aqueduc des Goldfields.
D'une superficie de 908 954 km2, elle est située au sud-ouest de l'Australie-Occidentale. Elle comprend actuellement les régions de Great Southern et Goldfields-Esperance, la partie sud de la Wheatbelt et au Sud-Ouest du Comté de Manjimup au Comté de Bridgetown-Greenbushes. Ses principaux centres de population sont Albany, Esperance, Kalgoorlie, Manjimup et Narrogin.
Avant les élections de 2010, la circonscription avait des limites très différentes - elle était installée dans les régions de la Wheatbelt, du Great Southern et du Mid West avec, comme principaux centres de population, Albany, Geraldton, Dongara et Moora.
Elle est un siège sûr pour le Parti libéral bien que le Parti national (agraire) y obtienne ses meilleurs scores de toute l'Australie-Occidentale.

## Représentants
| Nom           | Parti       | Période de mandat |
| ------------- | ----------- | ----------------- |
| Wilson Tuckey | Libéral     | 1980–2010         |
| Tony Crook    | National WA | 2010–2013         |
| Rick Wilson   | Libéral     | 2013-en cours     |

## Résultats des élections
| Parti                            | Parti                        | Candidat                     | Voix    | %     | ±     |
| -------------------------------- | ---------------------------- | ---------------------------- | ------- | ----- | ----- |
|                                  | Libéral                      | Rick Wilson                  | 43 295  | 44,76 | +2,23 |
|                                  | Travailliste                 | Shaneane Weldon              | 25 754  | 26,63 | +6,01 |
|                                  | Verts                        | Giz Watson                   | 10 284  | 10,63 | +2,47 |
|                                  | Une nation                   | Stan Kustrin                 | 6 833   | 7,06  | −1,41 |
|                                  | Chrétiens                    | Justin Moseley               | 2 779   | 2,87  | +0,22 |
|                                  | Australie-Occidentale        | Morris Bessant               | 2 366   | 2,45  | +0,87 |
|                                  | Grand australien             | Brenden Barber               | 2 337   | 2,42  | +1,50 |
|                                  | UAP                          | Tracy Tirronen               | 1 722   | 1,78  | −0,10 |
|                                  | Fédération                   | Isaac Middle                 | 1 348   | 1,39  | +1,39 |
| Total des suffrages exprimés     | Total des suffrages exprimés | Total des suffrages exprimés | 96 718  | 94,25 | +0,43 |
| Votes nuls                       | Votes nuls                   | Votes nuls                   | 5 906   | 5,75  | −0,43 |
| Participation                    | Participation                | Participation                | 102 624 | 87,12 | −4,70 |
| Résultat de préférence bipartite |                              |                              |         |       |       |
|                                  | Libéral                      | Rick Wilson                  | 55 104  | 56,97 | −8,44 |
|                                  | Travailliste                 | Shaneane Weldon              | 41 614  | 43,03 | +8,44 |
|                                  | Libéral retenir              | Libéral retenir              | Swing   | −8,44 |       |